# 岩戸山 (山鉾)

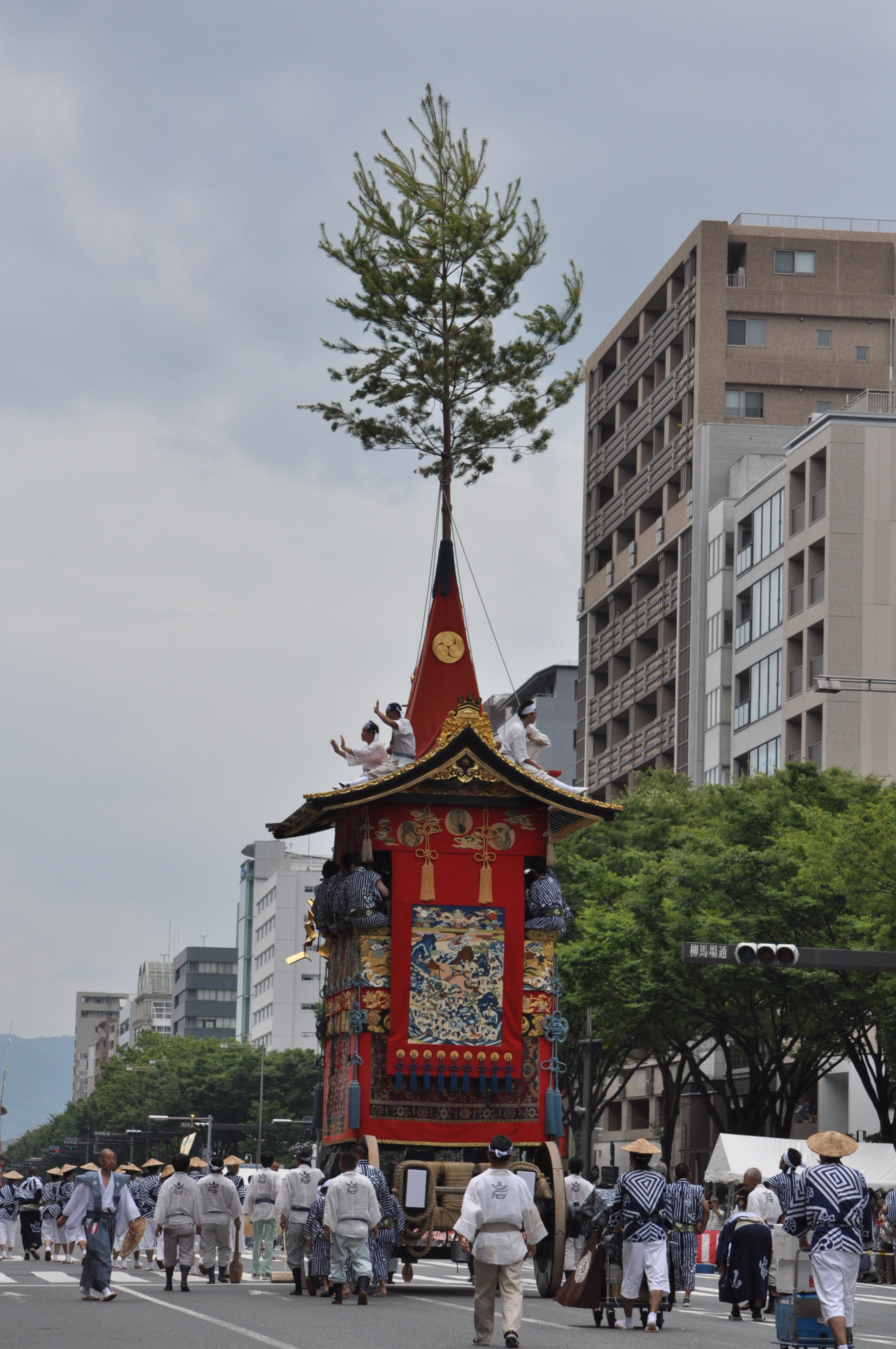
岩戸山

岩戸山（いわとやま）は、祇園祭前祭の曳き山。下京区新町仏光寺下ル岩戸山町に位置する。

## 概要
岩戸山は『古事記』に登場する天照大神が天の岩戸から出現する場面を取材。外観は鉾に似ているが鉾柱の代わりに松を立て、天照大神の人形を御神体として祀る。